# Doris Louise Johnson
Pour les articles homonymes, voir Johnson.
Doris Louise Johnson (19 juin 1921 - 21 juin 1983) est une enseignante, écrivaine et personnalité politique bahaméenne.

## Biographie
En 1956, elle a étudié en éducation à la Virginia Union University de Richmond, en Virginie et a obtenu un baccalauréat . Puis, elle a étudié en administration de l’éducation à l’Université McGill et a obtenu une maîtrise . En 1962, elle a obtenu un doctorat en éducation à l’Université de New York.

### Carrière politique
Elle rentre en 1958 aux Bahamas où elle participe au mouvement local des suffragettes et aux débuts du Bahamas council of women dont elle devient la porte-parole. 
Lors du scrutin de 1962, elle devient la première femme de l'histoire de son pays à se présenter à une élection législative. Candidate  sur l'île d'Eleuthera, elle n'est pas élue.
En 1967, le parti libéral progressiste auquel elle appartient sort vainqueur des élections et Johnson devient la première femme sénatrice de l'histoire du pays. 
Elle continuera à être pionnière en politique à plusieurs titres : première femme ministre en occupant le poste de ministre des transports de 1968 à 1973, et première femme présidente du sénat de 1973 à 1979.
En 1979, elle est faite dame commandeur de l'ordre de l'Empire britannique.
Elle meurt le 21 juin 1983 à l'âge de 62 ans. En 2011, Hubert Ingraham inaugure la senior high school Doris Johnson.

## Vie privée
Elle a été présidente de la National Women’s Housing Association et coordonnatrice de la Women’s Auxiliary de la Convention baptiste nationale missionnaire et éducative des Bahamas .